# Matrona basilaris
Matrona basilaris – gatunek ważki z rodziny świteziankowatych (Calopterygidae).